# Mountaga Tall
Pour les articles homonymes, voir Tall.
Mountaga Tall, né le 10 décembre 1956 à Ségou, est un homme politique malien. 
Il est descendant en ligne directe d'Oumar Tall, fondateur de l'empire toucouleur[réf. nécessaire].

## Études
Après l’école coranique et l'école primaire à Ségou, Mountaga Tall fait ses études secondaires au lycée Askia-Mohamed de Bamako. Il poursuit ses études supérieures en Droit à l’Université Cheikh-Anta-Diop ou il obtient une maîtrise en Droit Public Interne, un Diplôme d’Études Approfondies Général (DEAG) en Droit International Public et un Diplôme d’Études Approfondies d’Enseignement (DEAE) en Histoire du Droit. Ainsi nanti d’un Doctorat il prête serment d’Avocat stagiaire et commence une riche carrière au Barreau.

## Activités
Mountaga Tall est le fondateur Comité National d'Initiative National (Association à but politique qui a été la première à demander à ouvertement l'instauration du pluralisme démocratique au Mali. À ce titre, il a personnellement conduit les premières marches pour la démocratie au Mali.
À la chute du parti unique et après l'instauration du pluralisme démocratique au Mali, Mountaga Tall crée le Congrès national d'initiative démocratique dont il est le Président. Il a été candidat de ce parti à l’élection présidentielle de 1992 où, à 35 ans, il est arrivé en troisième position avec 11,41 % des voix derrière Alpha Oumar Konaré (ADEMA-PASJ) et Tiéoulé Mamadou Konaté (US-RDA).
Mountaga Tall a été député de 1992 à 1997 et faisait fonction de chef de l'opposition parlementaire. De nouveau candidat à l’élection présidentielle de 2002. Il obtient 3,77 % des voix au premier tour à la suite d'un processus électoral très contesté. Il est réélu député dès le 1er tour de l'élection législative tenue deux mois plus tard avec plus de 70 % des voix et devient premier vice-président de l’assemblée nationale. Mountaga Tall est également élu député du parlement de la CEDEAO en 2002 puis du Parlement panafricain depuis 2004.
En 2007, il est réélu député de Ségou. Candidat à la présidence de l'assemblée nationale, il obtient 31 voix et est battu par Dioncounda Traoré, président de l'Adéma-Pasj qui totalise 111 voix, 5 bulletins étant nuls à la suite du ralliement de nombreux groupes parlementaires. 
Le 10 juillet 2020, la coalition d'opposition Mouvement du 5-Juin - Rassemblement des Forces Patriotiques organise des manifestations contre le président Ibrahim Boubacar Keïta dans tout le Mali. A Bamako elle dégénère en émeute, l'Assemblée nationale est saccagée, les heurts avec la police font au moins 4 morts et plusieurs dizaines de blessés. Dans la soirée et le lendemain, 6 leaders et théoriciens de l'opposition sont arrêtés par les forces de sécurité maliennes, dont Tall (avec Choguel Maïga, Clément Dembélé, Issa Kaou Djim, Oumara Diarra et Adama Ben Diarra). S'ensuivent deux autres jours de manifestations violentes pour empêcher l'arrestation supposée de Mahmoud Dicko, le principal chef du M5-RPF qui fédère les autres, et de répressions policières qui feront 11 morts et 124 blessés, puis les leaders de l'opposition seront relâchés le 13 juillet. 